# ایلجیما
ایلجیما (به کره‌ای: 일지매) یک مجموعه تلویزیونی به کارگردانی لی یونگ-سوک و نویسندگی چوی ران و بازی لی جون گی، هان هیو جو، لی یونگ-آه و پارک شی-هو محصول کشور کره جنوبی در سال ۲۰۰۸ میلادی است.
این سریال با ۶۵درصد بیننده یکی از پربیننده‌ترین سریال‌ها در ۲۰۰۷–۲۰۰۸بود. این مجموعه تلویزیونی در ۲۰ قسمت ساخته شده و از شبکه تلویزیونی سئول (SBS) پخش شده است.
این مجموعه تلویزیونی برای نخستین بار در ایران در آذر ۱۳۹۹ از شبکه پنج به روی آنتن رفت.

## خلاصه داستان
به دستور امپراتور سه قاتل مأمور می‌شوند تا یک اشراف‌زاده را به نام «وون هو لی» به قتل برسانند فرزند پسر این اشرافی (جئون لی) مخفی شده و از دست جنایتکاران جان سالم به در می‌برد آن پسر توسط یک دزد (سئودول) به فرزند خواندگی پذیرفته شده و نزد خانواده جدیدش بزرگ می‌شود در حالی که حافظه اش را به خاطر بیماری از دست داده بود سال‌ها بعد وقتی حافظه اش را به‌دست می‌آورد و با یادگیری هنرهای رزمی در پی کشف راز قتل پدرش می‌رود او به دلیل کمک‌هایی که به مردم فقیر انجام می‌دهد در میان آن‌ها به «ایلجیما» و به لقب تک شکوفه روی درخت معروف می‌شود در این میان او درگیر رابطه‌ای عاشقانه با دختری به نام «یونچائه» می‌شود که این قضیه مسائل جدیدی را سر راه ایلجیما قرار می‌دهد…